# Cleto Reyes Castro

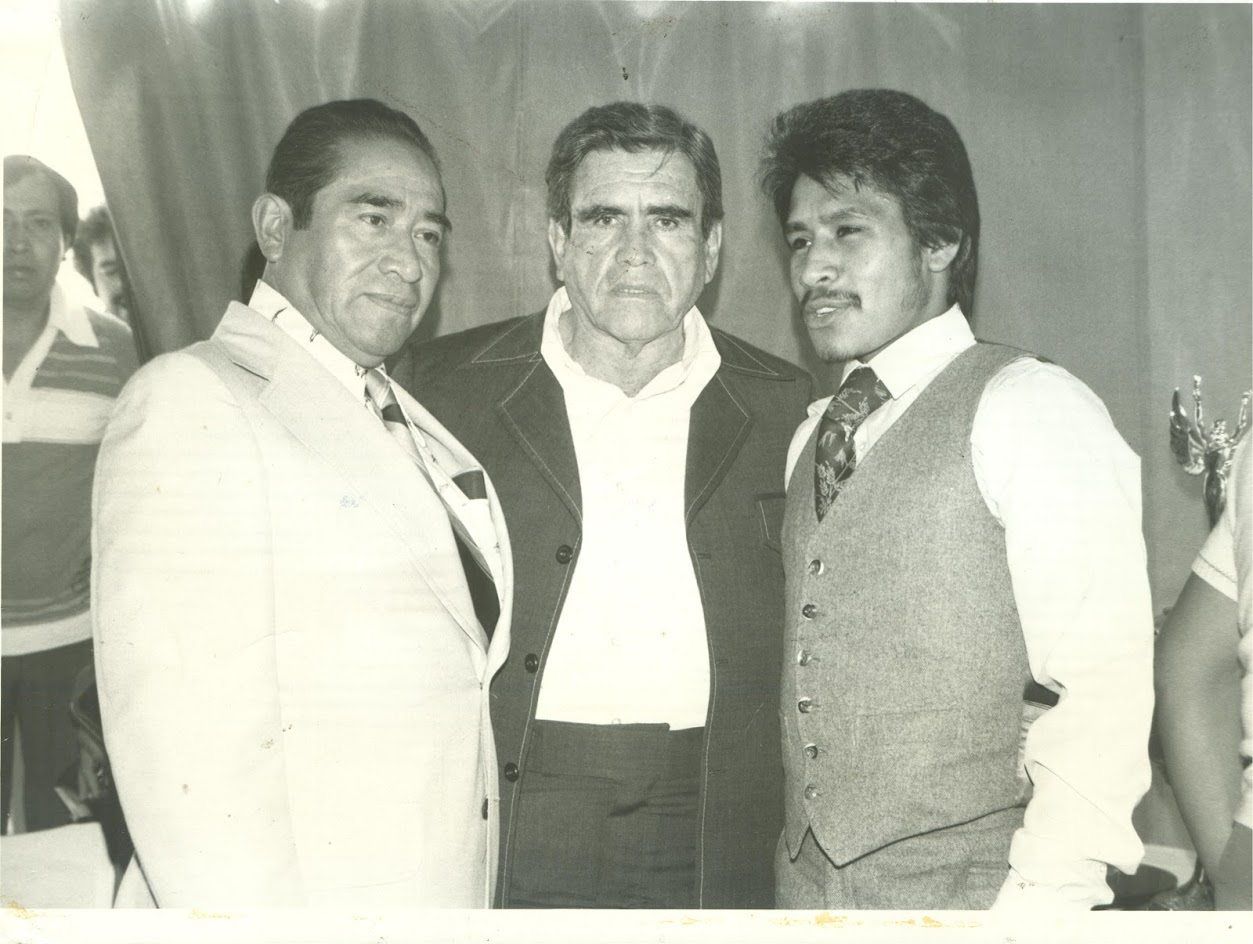
Don Cleto Reyes con el manager Arturo Hernández y el campeón Lupe Pintor

Cleto Reyes Castro (Ciudad de México, 26 de abril de 1920 - 4 de enero de 1999) fue un empresario dedicado a la fabricación de implementos de boxeo, especialmente guantes. Dichos productos, comercializados con la marca homónima, han sido usados por figuras de ese deporte como Mike Tyson y Julio César Chávez.

## Biografía
Cleto Reyes Castro comenzó a los doce años en un taller de talabartería en el que se fabricaban manoplas de béisbol. Su gran pasión era el boxeo, porque a finales de la década de los años 30 en su país se vivía una fiebre boxística por la trilogía que conformaban Juan Zurita, Rodolfo "Chango” Casanova y Joe Conde. Cleto Reyes fue admirador de Zurita y Casanova, así que contagiado por ello participó en una pelea de espontáneos, en la arena Peralvillo-Cozumel. Los golpes recibidos fueron suficientes para convencerlo de no volver a pelear, pero gracias a su oficio como talabartero se quedó con el par de guantes que utilizó para repararlos, y fue así que de fabricar manoplas de béisbol se convirtió en fabricante de guantes de boxeo.
Con la ayuda de managers de peleadores como Pancho Rosales, José Morales, Pepe Hernández, Juan Peláez y otros; así como de los propios deportistas de la época, Cleto Reyes Castro fue mejorando los guantes y gracias a ese trabajo, obtuvo la aprobación de la Comisión de Box Profesional del Distrito Federal. Junto al doctor Gilberto Bolaños Cacho, en ese tiempo jefe de los Servicios Médicos de la Comisión, buscaron la manera de evitar al máximo los daños cerebrales en los pugilistas. Sus guantes se usaron por primera ocasión en una pelea de campeonato mundial 18 de abril de 1945, en el Toreo de la Condesa de la Ciudad de México, cuando el mexicano Juan Zurita fue noqueado por el estadounidense Ike Wiliams y le arrebató el campeonato mundial de peso ligero.
En 1954 Reyes montó un taller casero con su esposa para la fabricación de guantes de boxeo. A partir de los años 60 sus guantes comenzaron a popularizarse tanto en México como en países como Estados Unidos y Japón. Algunos usuarios famosos de sus guantes son los campeones mexicanos Julio César Chávez, Mike Tyson Sugar Rey Leonard, Oscar de la Hoya, Manny Pacquiao (por influencia de Julio César Chávez), Laila Ali, Pernell Whitaker, Muhammad Ali; este último los utilizó en peleas como en la que enfrentó a Leon Spinks. La marca apareció también en la saga de películas Rocky al ser usados por Sylvester Stallone.
En septiembre de 1978, Muhammad Alí se negaba a subir al ring para su combate de revancha contra Leon Spinks, quien en febrero de ese mismo año lo había derrotado. La razón eran los guantes. Él quería usar guantes mexicanos (fabricados por el señor Cleto Reyes), porque se le amoldaban mejor a sus puños, pero la promotora le daba otros. Al final se le permitió, con la condición de que tapara la marca, pero antes de salir al ring, Ali le pidió a su manager, Ángelo Dundee, que retirara la cinta. (Ref. https://www.elfinanciero.com.mx/after-office/cleto-reyes-la-historia-de-los-guantes-que-han-usado-ali-y-jc-chavez/)